# Dikobraz (časopis)
Dikobraz je satirický časopis-týdeník, který vznikl v červenci 1945 jako nezávislé periodikum a vycházel až do pádu komunistického režimu v roce 1989. Na první straně v záhlaví bylo heslo „S úsměvem jde všechno líp“.

## Původní záměr
Zakladatelem časopisu se stal autor a epigramatik Jaroslav Vojtěch. Zabýval se především anglickým humorem a již v době první republiky postrádal satirické periodikum, které by se vyrovnalo úrovní britskému Punchi (1841–1992), který v roce 1940 dosáhl počtu 175.000 výtisků.
Po 2. světové válce, v červenci 1945, sestavil Vojtěch z několika nadšenců redakční radu (Zdena Ančík, Václav Lacina a Ondřej Sekora). Vedou se spory, zda název „Dikobraz“ navrhl autor Ferdy Mravence, Ondřej Sekora.[zdroj⁠?!] nebo Jaroslav Seifert. V roce 1947 se k Dikobrazu připojil velice vlivný ředitel pražského Divadla satiry Zbyněk Vavřín.
Tím získal „Dikobraz“ společenskou i finanční stabilitu a stal se neodmyslitelnou součástí českého humoru a satiry.

## Doba rané totality
Po únoru 1948 ovládli Dikobraz komunisté, ačkoliv levicové nebo protizápadní zaměření bylo možné pozorovat už u některých vtípků předchozích let. Komunistický režim používal humor jako účinnou zbraň v boji proti tzv. třídnímu nepříteli poměrně často. Hlavním podporovatelem Dikobrazu se od roku 1948 stal ministr informací Václav Kopecký. Ten chtěl dát Dikobrazu haškovský styl satirického zaměření, a proto angažoval komunistického haškologa Zdenu Ančíka. Tím se dostal do sporu s bigotní stalinistkou Anežkou Hodinovou-Spurnou, která Jaroslava Haška nenáviděla a po jeho útěku z bolševického Ruska jej považovala za zrádce komunismu.
V letech 1950–1952 byl šéfredaktorem Dikobrazu Pavel Kohout, prosazující stalinskou koncepci. Anežka Hodinová-Spurná dočasně zvítězila nad Kopeckým.

## Doba tání
Nástupem Dr. Eduarda Littmana v letech 1957–1958 dostal Dikobraz uvolněnější styl a začal se vzdalovat kultu osobnosti, zavedenému Pavlem Kohoutem. Littman byl vášnivým přívržencem Nikity Chruščova a časopis se pod jeho vedením liberalizoval.

## Littmanův „socialismus s lidskou tváří“
Littman nemohl vybočit z ideologické linie KSČ a politická satira byla namířena pouze proti „Západu“. Uvnitř ČSR a později ČSSR se uplatňovaly výhradně tzv. komunální humor a satira, které nesměly překročit kritiku úrovně podnikového ředitele.
Littman se obklopil novými autory a prosadil je ve všech rubrikách Dikobrazu. V roce 1961 udělil čestná uznání Zdeňkovi Nejedlému (84 let) jako nejstaršímu spolupracovníkovi a Janu Kopeckému (15 let) jako nejmladšímu spolupracovníkovi časopisu Dikobraz od doby jeho založení v roce 1945.
Od 60. let přispívali do Dikobrazu autoři, jejichž díla si získala i mezinárodní pozornost: Vladimír Jiránek, Jaroslav Kerles, Jan Kristofori, Jiří Winter Neprakta, Vladimír Renčín, Miroslav Slejška, Jan Vyčítal, Pavel Kantorek a mnoho dalších.
V době tzv. Dubčekova pražského jara 1968 začal Dr. Littman tajně spolupracovat s vídeňskou pobočkou vysílače Svobodná Evropa (RFE), jehož redaktorovi Tiboru Zlochovi zasílal různá kurýrní hlášení o poměrech v ČSSR. Zlocha materiály zpracovával a RFE je pak z Mnichova vysílala.

## Cesta k tiskařskému nekrologu
Po srpnu 1968 zůstal Dr. Littman v redakci Dikobrazu a pomáhal celé řadě zakázaných autorů uveřejňovat jejich příspěvky pod různými pseudonymy. V březnu 1977 náhle ve svých 49 letech zemřel.
Od března 1990 vycházel jako Nový Dikobraz, později opět jako Dikobraz, poslední číslo vyšlo v září 1995.
V letech 2004–2005 došlo k pokusu opět časopis obnovit pod názvy Dikobraz a Zabaveno.

## Dikobraz.cz
V červnu 2020 došlo k dohodě mezi majitelem autorských práv Dikobrazu a Kryštofem Bernatem, provozovatelem kreslenyvtip.cz, na převzetí, která obsahovala fúzi obou značek, na jejímž konci došlo k přejmenování webu kreslenyvtip.cz a jeho produktů a služeb na Dikobraz. „Cílem nového online Dikobrazu je humornými a satirickými prostředky předávat hodnoty se společensko-sociálním přesahem: Svobodu projevu a kritické myšlení. Nejde nám teď o to, že s úsměvem jde všechno líp. Chceme vyjadřovat respekt k druhým, rovnost před zákonem a bránit slabé. Dikobraz vidím jako umělecké inteligentní noviny — moderní médium pro lidi, kteří se nebojí zjistit, že je více než jedna pravda,“ říká Kryštof Bernat, provozovatel nového online Dikobrazu.

## Galerie pracovníků Dikobrazu

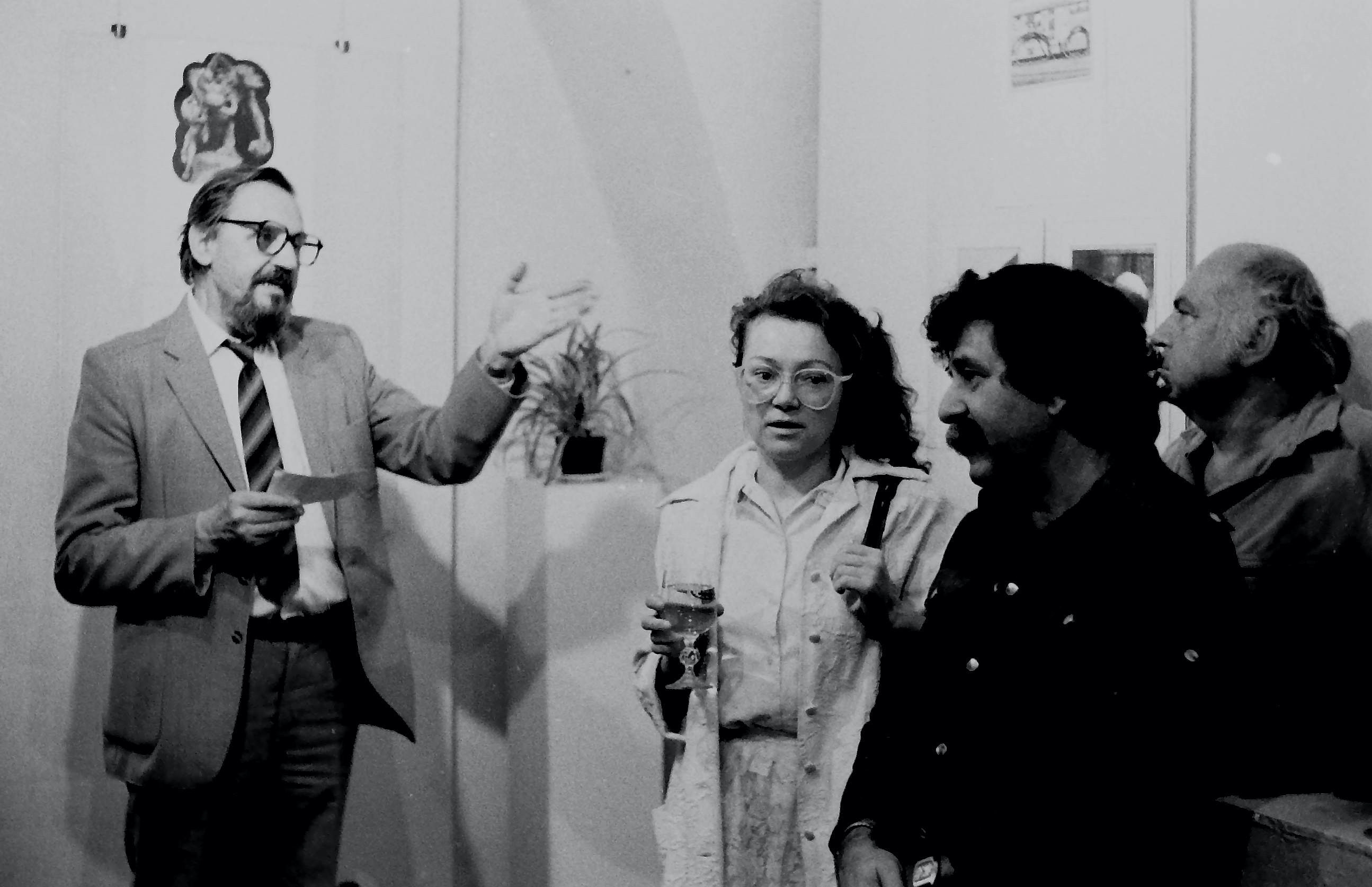
Šéfredaktor Dikobrazu Jindřich Bešta (vlevo) otevírá výstavu kresleného humoru (byl šéfredaktorem v letech 1971-1989)
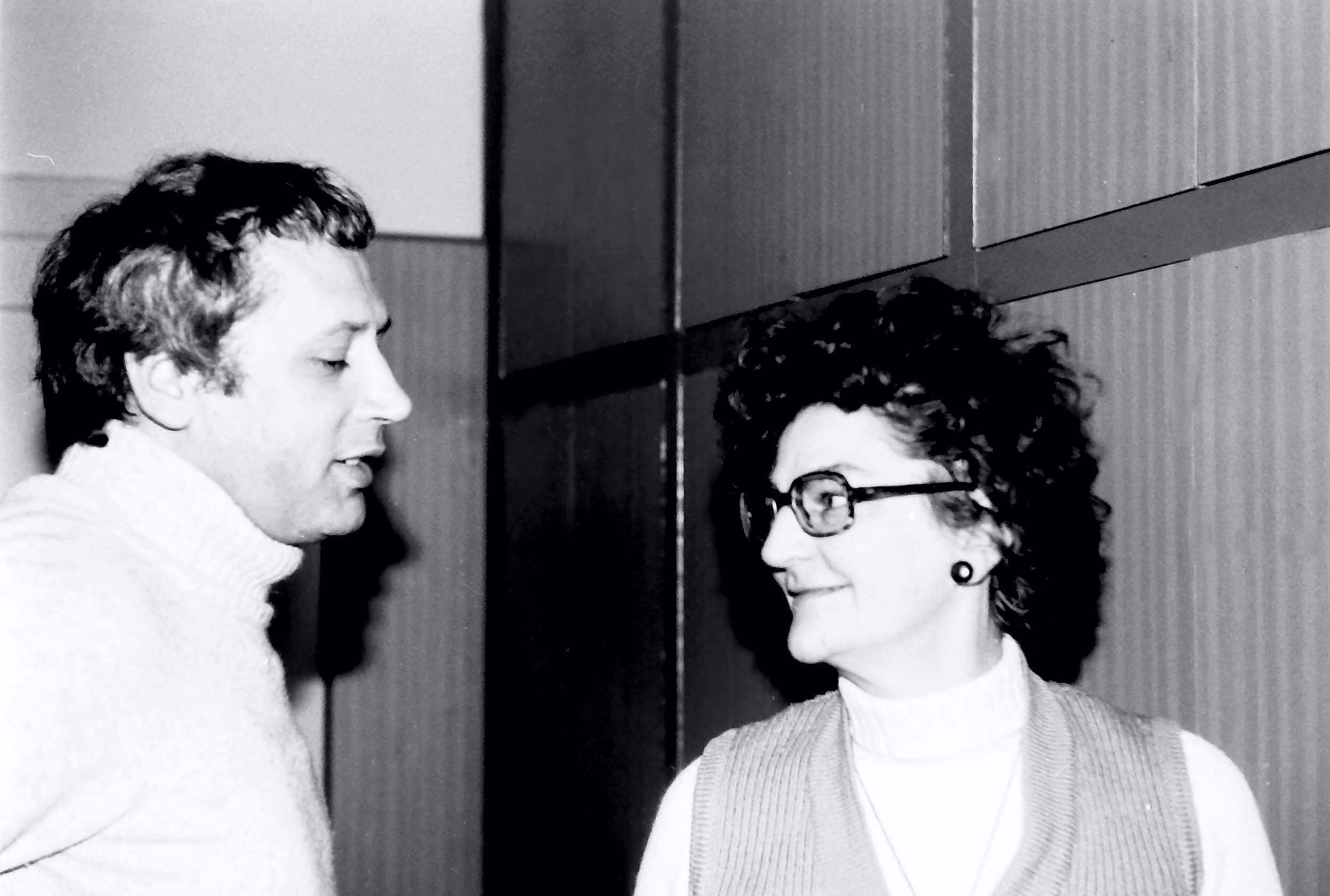
Kreslíř Jiří Petrák a redaktorka Dikobrazu Vlasta Smržová
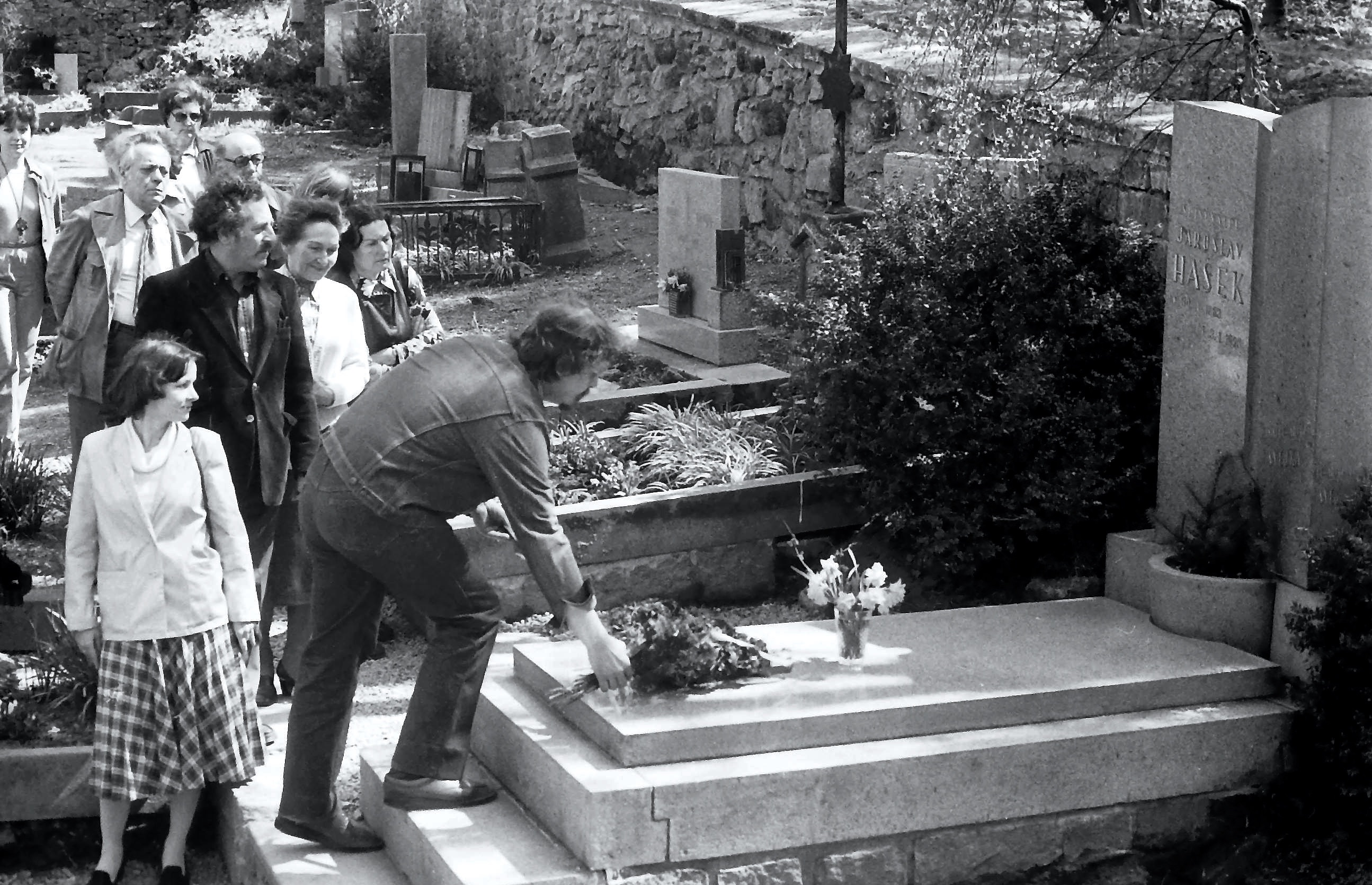
Pracovníci Dikobrazu u hrobu Jaroslava Haška; kytici pokládá kreslíř Jiří Daniel
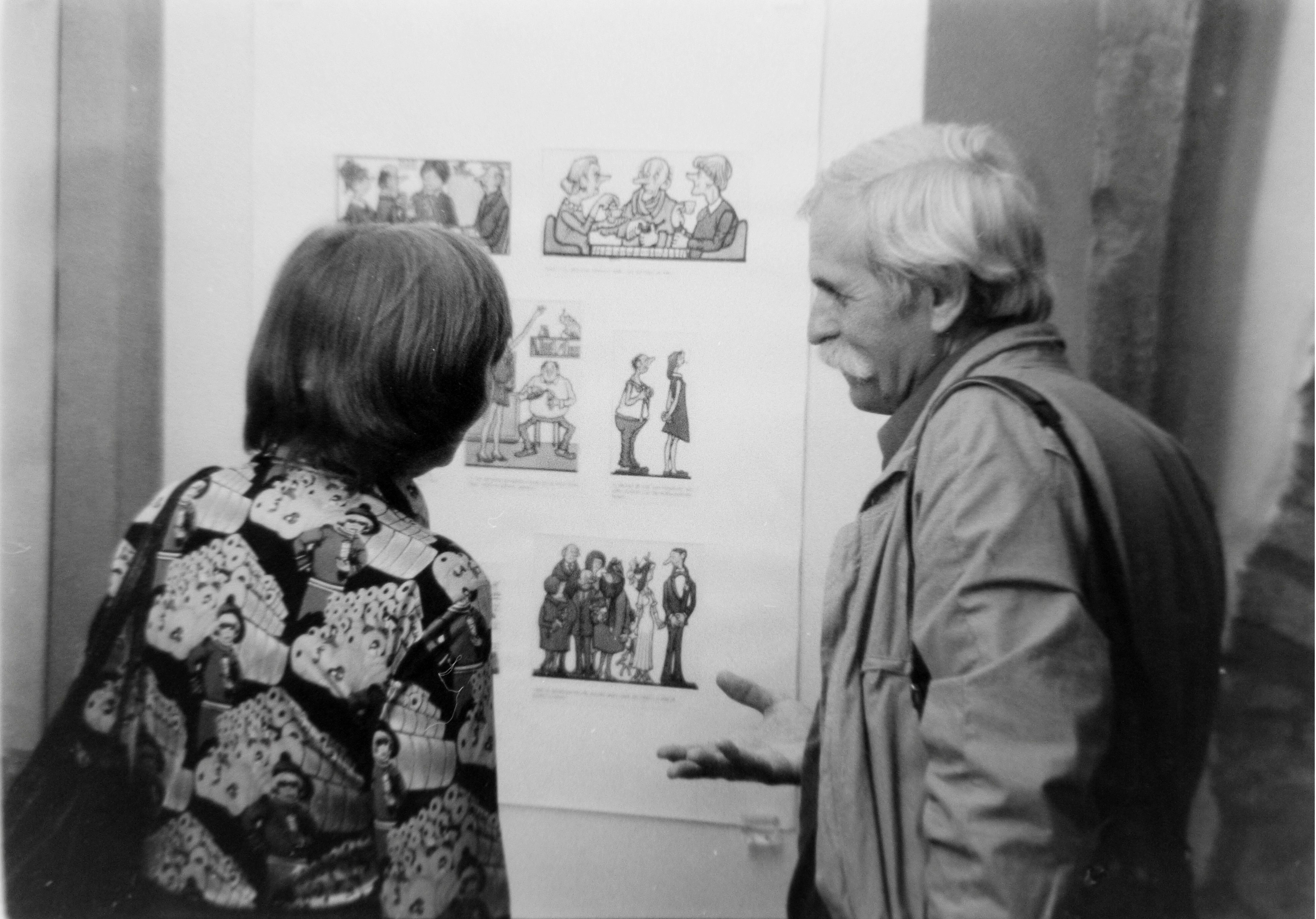
Kreslíř Adolf Born na výstavě kresleného humoru (u panelu s kresbami Jiřího Wintera Neprakty)